# Regeringen Kishida II
Regeringen Kishida II var den 10 november 2021–1 oktober 2024 den sittande regeringen i Japan. Den leddes av Fumio Kishida och bestod nästan enbart av politiker från Liberaldemokratiska partiet.
Regeringen Kishida I tillträdde den 4 oktober 2021 när Kishida blev landets premiärminister. Bland det första han gjorde var att utropa nytt val, varefter den nytillträdda regeringen skulle avgå. LDP fick egen majoritet i parlamentet och den nya regeringen kunde väljas den 11 november 2021.
Den 10 augusti 2022 presenterade Kishida en större regeringsombildning där de flesta ministrarna byttes ut. En andra ombildning presenterades den 13 september 2023. Kishida efterträddes den 1 oktober 2024 av Shigeru Ishiba och regeringen Ishiba.

## Ministrar

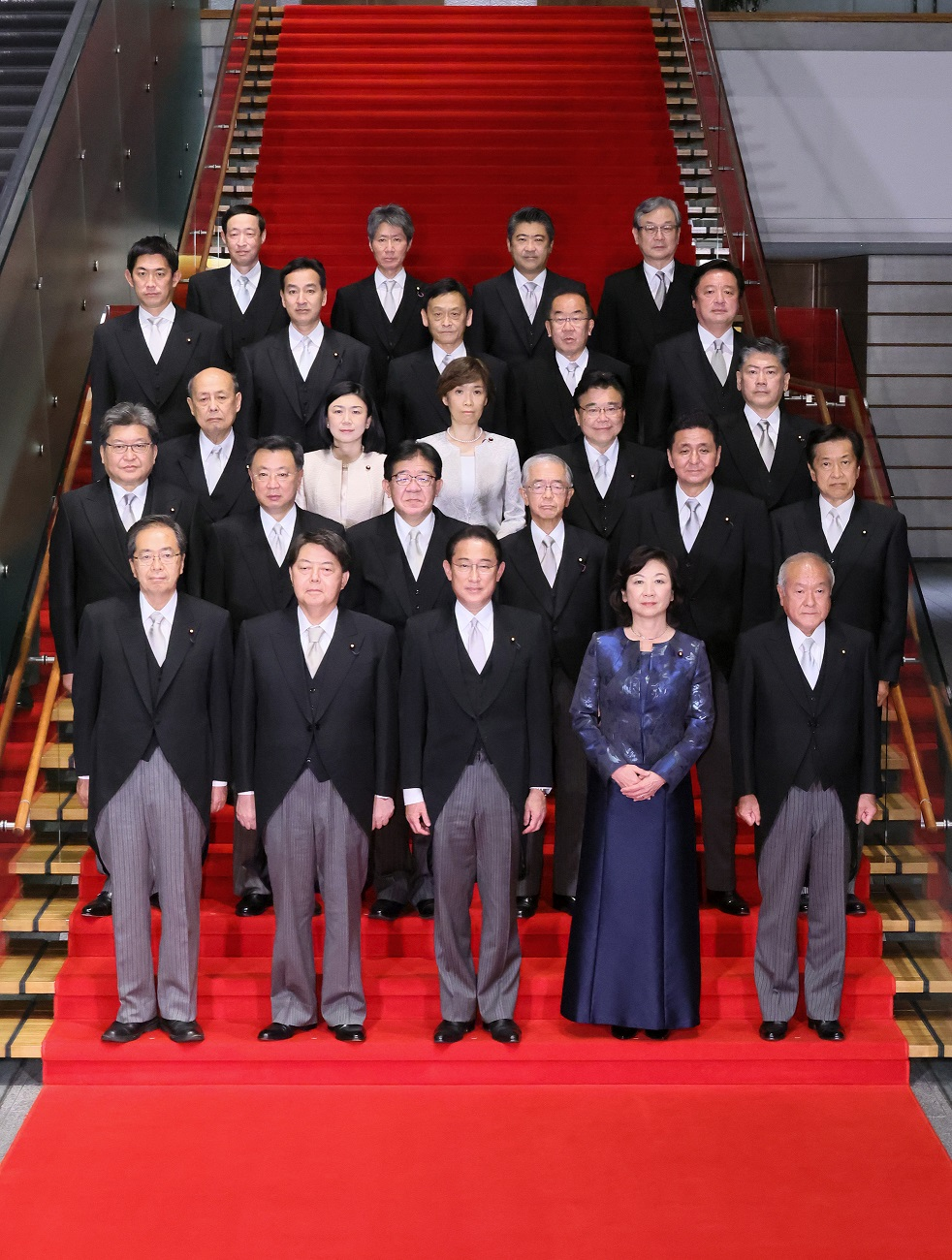
Regeringen 10 november 2021.

### Ursprunglig ministär
Från 10 november 2021 till 10 augusti 2022.

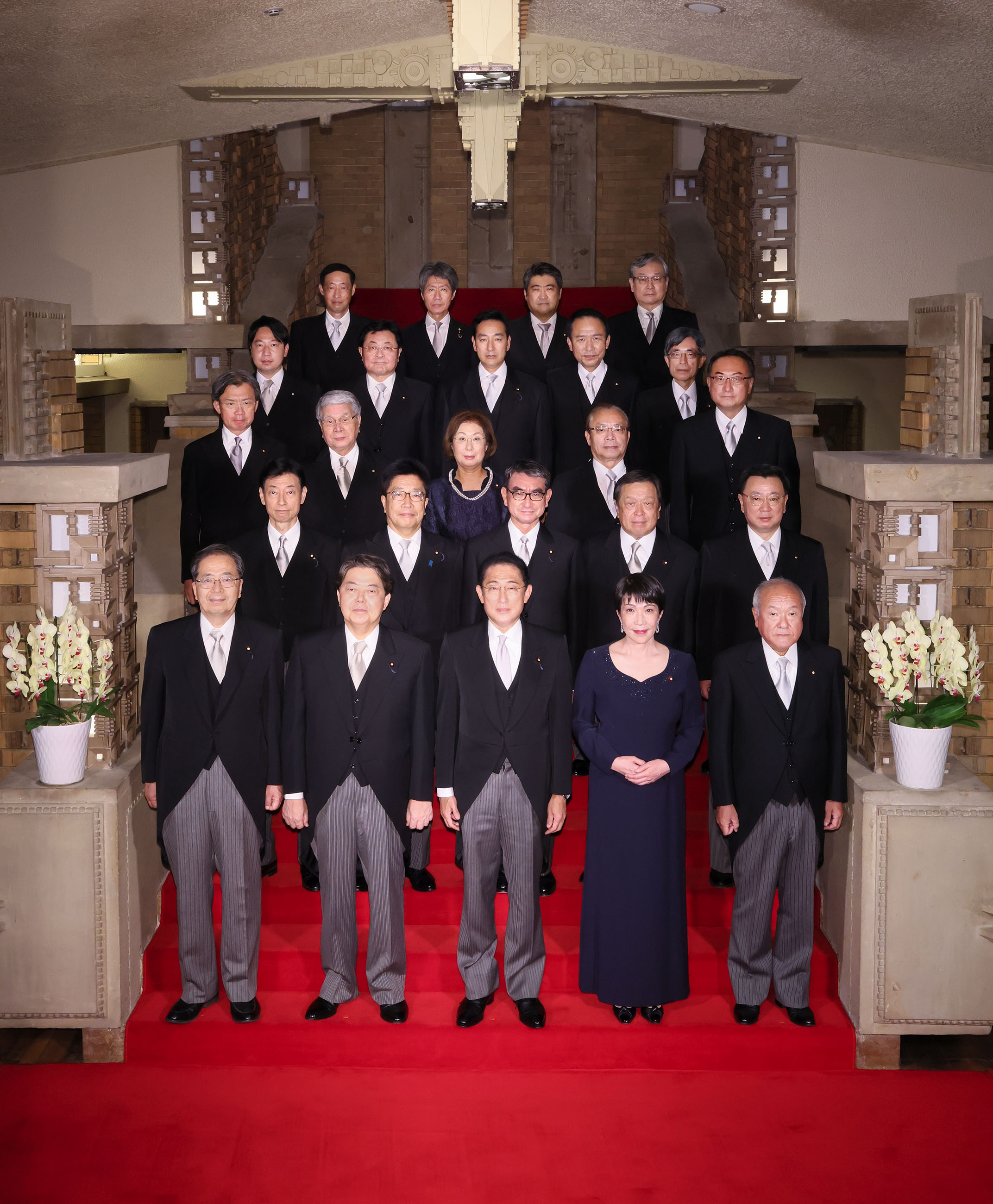
Regeringen 10 augusti 2022.

- Fumio Kishida, Japans premiärminister, LDP, 4 oktober 2021–[1]
- Yasushi Kaneko, Japans inrikesminister, LDP, 4 oktober 2021–[1]
- Yoshihisa Furukawa, Japans justitieminister, LDP, 4 oktober 2021–[2]
- Yoshimasa Hayashi, Japans utrikesminister, LDP, 10 november 2021–[2]
- Shun'ichi Suzuki, Japans finansminister, Japans minister för finansiella tjänster, Japans deflationsminister, LDP, 4 oktober 2021–[2]
- Shinsuke Suematsu, Japans utbildings- och vetenskapsminister, minister för utbildningsförnyande, LDP, 4 oktober 2021–[2]
- Shigeyuki Goto, hälso-, arbetsmarknads- och socialminister, LDP, 4 oktober 2021–[2]
- Genjirō Kaneko, Japans jordbruks-, skogs- och fiskeriminister, LDP, 4 oktober 2021–[2]
- Koichi Hagiuda, Japans handels- och industriminister, minister för industriell konkurrenskraft, Japans minister för ekonomiskt samarbete med Ryssland, minister för kärnkraftolyckans ekonomiska skador, minister för kärnkraftsskador, LDP, 4 oktober 2021–
- Tetsuo Saitō, Japans land- och transportminister, minister för vattencykelpolicy, Kōmeitō, 4 oktober 2021–[2]
- Tsuyoshi Yamaguchi, Japans miljöminister, minister för kärnkraftsberedskap, LDP, 4 oktober 2021–[2]
- Nobuo Kishi, Japans försvarsminister, LDP, 16 september 2020–[2]
- Hirokazu Matsuno, högste kabinettssekreterare, minister med ansvar för att minska Okinawa-basernas påverkan, minister för frågan om bortförande, LDP, 4 oktober 2021–[2]
- Karen Makishima, Japans digitalminister, minister för administrativ reform, minister för regleringsreform, LDP, 4 oktober 2021–[2]
- Kosaburo Nishime, återuppbyggelseminister, minister för koordinerande av återuppbyggnad efter kärnkraftsolyckan i Fukushima, minister för Okinawa och nordliga territoriella åtgärder, LDP, 4 oktober 2021–[2]
- Satoshi Ninoyu, Ordförande för Nationella kommissionen för publik säkerhet, minister för civiltjänstreform, minister för territoriella frågor, minister för katastrofhantering och havsfrågor, minister för nationell uthållighet, LDP, 4 oktober 2021–[2]
- Seiko Noda, minister för regional förnyelse, minister för åtgärder mot minskande födelsetal, Japans jämställdhetsminister, minister för åtgärder mot ensamhet och isolering, minister för barnfrågor, minister för kvinnors egenmakt, LDP, 4 oktober 2021–[2]
- Daishiro Yamagiwa, minister för ekonomisk revitalisering, minister för socialförsäkringsreform, minister för ekonomi- och finanspolitik, minister för åtgärder mot Coronaviruset och häslokrishantering, minister för ny kapitalism, LDP, 4 oktober 2021–[2]
- Takayuki Kobayashi, minister för ekonomisk säkerhet, Japans rymdminister, minister för vetenskaps- och teknikpolicy, LDP, 4 oktober 2021–[2]
- Noriko Horiuchi, minister för olympiska och paralympiska spelen i Tokyo, vaccinsminister, LDP, 4 oktober 2021–31 mars 2022[2]
- Kenji Wakamiya, minister för World Expo 2025, minister för digitala trädgårdsstadsvisionen, minister för konsumentfrågor och livsmedelssäkerhet, minister med ansvar för Cool Japan-strategin, minister för immaterialrättslig strategi, minister för ett sammanhållet samhälle, minister för att överbrygga befolkningsminskning och revitalisera den lokala ekonomin, LDP, 4 oktober 2021–[2]

Denna lista hämtas från Wikidata. Informationen kan ändras där.

### Första ombildningen
Från 10 augusti 2022 till 13 september 2023.

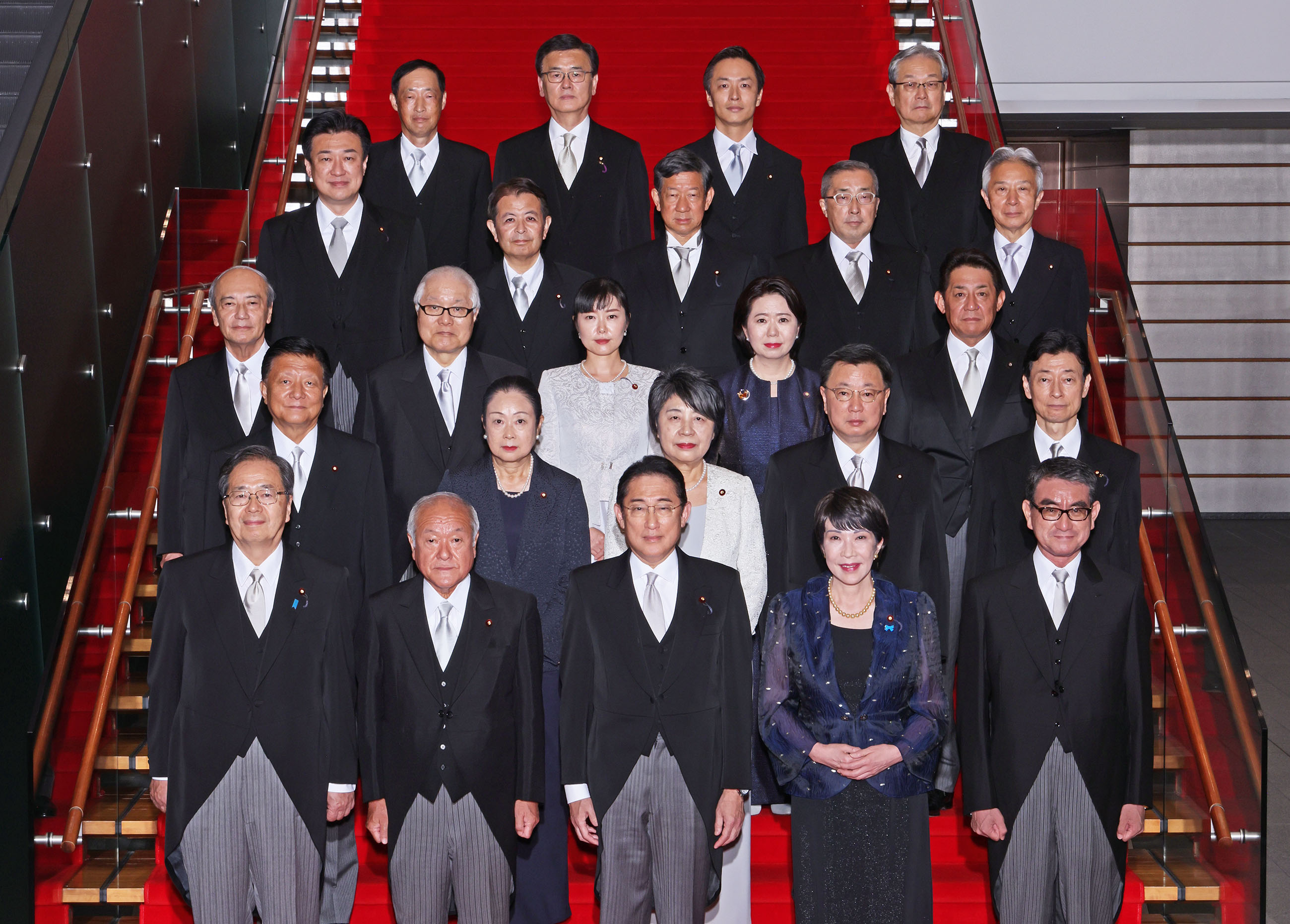
Regeringen 13 september 2023.

- Fumio Kishida, Japans premiärminister[3][1]
- Minoru Terada, Japans inrikesminister, –20 november 2022[3][1][4]
- Yasuhiro Hanashi, Japans justitieminister[3][1]
- Yoshimasa Hayashi, Japans utrikesminister[3][1]
- Shun'ichi Suzuki, Japans finansminister, Japans deflationsminister, Japans minister för finansiella tjänster[3][1]
- Keiko Nagaoka, Japans utbildings- och vetenskapsminister, minister för framtidens utbildning[3][1]
- Katsunobu Kato, hälso-, arbetsmarknads- och socialminister[3][1]
- Tetsuro Nomura, Japans jordbruks-, skogs- och fiskeriminister[3][1]
- Yasutoshi Nishimura, Japans handels- och industriminister, minister för kärnkraftolyckans ekonomiska skador, minister för industriell konkurrenskraft, Japans minister för ekonomiskt samarbete med Ryssland, minister för kärnkraftsskador, minister för grön omställning[3][1]
- Tetsuo Saitō, Japans land- och transportminister, minister för vattencykelpolicy, minister för hortikulturella världsutställningen i Yokohama 2027[3][1]
- Akihiro Nishimura, Japans miljöminister, minister för kärnkraftsberedskap[3][1]
- Yasukazu Hamada, Japans försvarsminister[3][1]
- Hirokazu Matsuno, högste kabinettssekreterare, minister med ansvar för att minska Okinawa-basernas påverkan, minister för vaccinationsfrämjande, minister för frågan om bortförande[3][1]
- Taro Kono, Japans digitalminister, minister för digital reform, minister för konsumentfrågor och livsmedelssäkerhet, minister för civiltjänstreform[3][1]
- Kenya Akiba, återuppbyggelseminister, minister för koordinerande av återuppbyggnad efter kärnkraftsolyckan i Fukushima[3][1]
- Koichi Tani, Ordförande för Nationella kommissionen för publik säkerhet, minister för katastrofhantering, minister för nationell uthållighet, minister för havsfrågor, minister för territoriella frågor[3][1]
- Naoki Okada, minister för regional förnyelse, minister för digitala trädgårdsstadsvisionen, minister för World Expo 2025, minister för administrativ reform, minister för Okinawa och nordliga territoriella åtgärder, minister för regleringsreform, minister med ansvar för Cool Japan-strategin, minister för ainufrågor[3][1]
- Masanobu Ogura, minister för åtgärder mot minskande födelsetal, Japans jämställdhetsminister, minister för kvinnors egenmakt, minister för åtgärder mot ensamhet och isolering, minister för barnfrågor, minister för ett sammanhållet samhälle[3][1]
- Daishiro Yamagiwa, minister för ekonomisk revitalisering, minister för åtgärder mot Coronaviruset och häslokrishantering, minister för ny kapitalism, startupminister, minister för ekonomi- och finanspolitik, minister för socialförsäkringsreform, –24 oktober 2022[3][1][5]
- Sanae Takaichi, minister för ekonomisk säkerhet, minister för immaterialrättslig strategi, minister för vetenskaps- och teknikpolicy, Japans rymdminister, minister för ekonomisk säkerhet[3][1]
- Takeaki Matsumoto, Japans inrikesminister

Denna lista hämtas från Wikidata. Informationen kan ändras där.

### Andra ombildningen
Från 13 september 2023.
- Fumio Kishida, Japans premiärminister[6][7]
- Junji Suzuki, Japans inrikesminister, –14 december 2023[6][7][8]
- Ryūji Koizumi, Japans justitieminister[6][7]
- Yōko Kamikawa, Japans utrikesminister[6][7]
- Shun'ichi Suzuki, Japans finansminister, Japans minister för finansiella tjänster, Japans deflationsminister[6][7]
- Masahito Moriyama, Japans utbildings- och vetenskapsminister[6][7]
- Keizo Takemi, hälso-, arbetsmarknads- och socialminister[6][7]
- Ichiro Miyashita, Japans jordbruks-, skogs- och fiskeriminister, –14 december 2023[6][7][9]
- Yasutoshi Nishimura, Japans handels- och industriminister, minister för kärnkraftolyckans ekonomiska skador, minister för grön omställning, minister för industriell konkurrenskraft, Japans minister för ekonomiskt samarbete med Ryssland, minister för kärnkraftsskador, –14 december 2023[6][7][9]
- Tetsuo Saitō, Japans land- och transportminister, minister för vattencykelpolicy, minister för hortikulturella världsutställningen i Yokohama 2027[6][7]
- Shintaro Ito, Japans miljöminister, minister för kärnkraftsberedskap[6][7]
- Minoru Kihara, Japans försvarsminister[6][7]
- Hirokazu Matsuno, högste kabinettssekreterare, minister med ansvar för att minska Okinawa-basernas påverkan, minister för frågan om bortförande, –14 december 2023[6][7][9]
- Taro Kono, Japans digitalminister, minister för digital administrations- och finansreform, minister för digitala trädgårdsstadsvisionen, minister för administrativ reform, minister för regleringsreform, minister för civiltjänstreform[6][7]
- Shinako Tsuchiya, återuppbyggelseminister, minister för koordinerande av återuppbyggnad efter kärnkraftsolyckan i Fukushima[6][7]
- Yoshifumi Matsumura, Ordförande för Nationella kommissionen för publik säkerhet, minister för nationell uthållighet, minister för territoriella frågor, minister för katastrofhantering, minister för havsfrågor[6][7]
- Ayuko Katō, minister för barnfrågor, minister för åtgärder mot minskande födelsetal, minister för kvinnors egenmakt, minister för åtgärder mot ensamhet och isolering, Japans jämställdhetsminister, minister för ett sammanhållet samhälle[6][7]
- Yoshitaka Shindō, minister för ekonomisk revitalisering, minister för ny kapitalism, startupminister, minister för krishantering av infektionssjukdomar, minister för socialförsäkringsreform, minister för ekonomi- och finanspolitik[6][7]
- Sanae Takaichi, minister för ekonomisk säkerhet, minister med ansvar för Cool Japan-strategin, minister för immaterialrättslig strategi, minister för vetenskaps- och teknikpolicy, Japans rymdminister, minister för ekonomisk säkerhet[6][7]
- Hanako Jimi, minister för Okinawa och nordliga territoriella åtgärder, minister för konsumentfrågor och livsmedelssäkerhet, minister för regional förnyelse, minister för ainufrågor, minister för World Expo 2025[6][7]

Denna lista hämtas från Wikidata. Informationen kan ändras där.